# Crkva sv. Ćirila i Metoda u Sarajevu
Crkva svetih Ćirila i Metoda je neorenesansna rimokatolička bogomolja u sklopu Visoke teološke škole Vrhbosanske nadbiskupije. Smještena je u sarajevskoj općini Starom Gradu. Škola je počela raditi 1890. godine. Crkva i Bogoslovija čine graditeljsku cjelinu. Bogosloviju je nadbiskup Stadler povjerio isusovcima. Izgradnja ovog sakralnog, dijelom i obrazovnog, objekta započela je 1892. godine nakon prihvaćanja Vancaševog projekta, predstavljenog 1892., a dorađenog 1895. godine. 
Radovi su završeni 1896., kad je crkva i blagoslovljena. Već 1893. u ovoj graditeljskoj cjelini je Bogoslovija u kojoj je 1893. godine smješteno prvo sjemenište u Bosni i Hercegovini.
Sukladno svojim prethodnim arhitektonskim rješenjima, projektant Vancaš, inače dobrim dijelom zaslužan za današnji izgled Sarajeva, u neorenesansnu strukturu unio je neke barokne elemente, uočljive na pročelju, zvoniku i na skulpturama.
Ukupan pak dojam jako asocira na Crkvu svetoga Petra u Rimu, koja mu je vjerojatno poslužila kao uzor, jer osnova crkve je oblika grčkog križa.
Unutrašnjost Crkve opremljena je 1896. godine s pet oltara i propovjedaonicom te kipovima sve izrađeno u čuvenoj tirolskoj radionici Ferdinand Stuflesser iz mjesta St.Ulricha, Južni Tirol, Austrija.
Među brojnim umjetninama koje krase enterijer, treba istaknuti radove austrijskog slikara Josipa Kirklera, hrvatskog slikara Otona Ivekovića koji je ovu isusovačku crkvu oslikao 1898., zidnu dekoraciju i freske još su izveli Ivana Kobilica, Anastas Bocarić i Karl Richter, djela austrijskog slikara Franza Schmidta i drugih. Hodnici Bogoslovije sadrže izloženu zbirku vrijednih umjetničkih slika s prizorima iz života svetaca Družbe Srca Isusova.
11. ožujka 2011. godine je Komisija za očuvanje nacionalnih spomenika (Zeynep Ahunbay, Martin Cherry, Amra Hadžimuhamedović, Dubravko Lovrenović i Ljiljana Ševo) donijela odluku kojim se graditeljska cjelina Crkva Svetog Ćirila i Metoda s Bogoslovijom u Sarajevu proglašava nacionalnim spomenikom Bosne i Hercegovine.

## Vanjske poveznice
- O crkvi  Arhivirana inačica izvorne stranice od 24. svibnja 2010. (Wayback Machine)